# 712 5th Avenue
Le 712 5th Avenue est un gratte-ciel de 198 mètres de hauteur construit à New York aux États-Unis de 1988 à 1990. Il est situé le long de la Cinquième Avenue. L'immeuble a repris et conservé les façades d'anciens immeubles plus petits.
Le bâtiment comprend également d'importantes surfaces commerciales au niveau de la rue.
La surface de plancher de l'immeuble est de 50 630 m2 desservis par 11 ascenseurs.
L'immeuble a été conçu par l'agence Schuman, Lichtenstein, Claman & Efron et par l'agence Kohn Pedersen Fox
Les promoteurs ('developper') de l'immeuble sont Solomon Equities et A. Alfred Taubman